# Витченко, Владимир Николаевич
Владимир Николаевич Витченко (род. 6 августа 1983) — обладатель чёрного пояса 5 дана по киокушинкай карате, спортивный разряд МСМК, обладатель Кубка мира, педагог высшего уровня высшей квалификации, депутат Петропавловского городского маслихата 5-6-7 созыва, председатель «Ассоциации молодых депутатов Казахстана СКО», член Бюро Политического совета Северо-Казахстанского областного  филиала партии «Аманат», директор Северо-Казахстанского филиала Республиканское общественное объединение «Всеказахстанская организация Кекушинкай Карате», член совета Ассамблеи народа Казахстана, Председатель ОЮЛ СКФ «Ассоциация русских, славянских и казачьих организаций», председатель ОО «Туристская Ассоциация по СКО», директор ТОО Vizit Star.

## Биография
- 1983 год — 6 августа родился Витченко Владимир Николаевич в городе Тайынша Северо-Казахстанской области.
- 2000 год — окончил Тайыншинскую среднюю школу № 1.
- 2000—2004 года обучался в Северо-Казахстанский государственном университете им. М.Казыбаева по специальности физическая культура и спорт.
- 2001—2003 года обучался на военной кафедре Северо-Казахстанского государственного университета им. М.Казыбаева закончил в звании лейтенант запаса.
- 2004—2007 года обучался в Северо-Казахстанской Юридической Академии специализация — юриспруденция.
- 2004 год — начал работать в ГУ «ДЮЦВР» акимата города Петропавловска, как тренер по спорту карате, секция Кекушинкай.
- 2006—2010 года — заместитель директора СКОФ РОО «ВКОКК».
- 2010 год — директором СКОФ РОО «ВКОКК».
- 2013 год — первый заместитель председателя Петропавловского городского филиала партии «Нур Отан».
- 2010 год — председатель МОО «Молодёжный маслихат СКО».
- 2012 год — депутат Петропавловского городского маслихата.
- 2013 год — председатель МОО «Ассоциация молодых депутатов Казахстан по СКО».
- 2014 год — Первый заместитель президента РОО «Всеказахстанская организация Кекушинкай карате» по организационным вопросам к подготовке к чемпионату мира.
- 2016 год - депутат 6 созыва Петропавловского городского маслихата
- 2016 год - председатель ОО «Туристская Ассоциация по СКО»
- 2018 год - председатель ОЮЛ СКФ «Ассоциация русских, славянских и казачьих организаций»
- 2018год -2023 год член рабочей группы Областного общественного совета
- 2021 год - депутат 7 созыва Петропавловского городского маслихата
- 2022 год - общественный заместитель председателя ассамблеи народа Казахстана  Северо-Казахстанской области .
- 2023 год - член Бюро Политического совета Северо-Казахстанского областного филиала Партии Amanat

## Награды и благодарности

### Спортивные награды
- 2006 год — 3 место Чемпионат РК среди мужчин
- 2007 год — 3 место Кубок РК среди мужчин в абсолютном весе
- 2007 год - аттестация чёрный пояс 1 дан
- 2008 год — серебряный призёр международного турнира «Приз Победы», город Новосибирск
- 2008 год — бронзовый призёр Международного турнира «Астана Cup»
- 2009 год — 1 место Чемпионат РК среди мужчин
- 2009 год — 3 место международный турнир «Open Eurasian Cup- Sunkar-2009»
- 2009 год — 3 место Кубок РК среди мужчин в абсолютном весе
- 2009 год - аттестация чёрный пояс 2 дан
- 2010 год — 5-8 место Чемпионат Европы (Испания)
- 2011 год — 2 место чемпионат РК в легком весе
- 2009 — Участник Чемпионата мира(Япония),
- 2011 — Участник Чемпионата мира(Казахстан)
- 2014 год - аттестация чёрный пояс 3 дан
- 2017 год - аттестация чёрный пояс 4 дан
- 2019 год - 1 место Кубок мира (Москва, РФ)

### Награды за социальный вклад
- Благодарность Президента Республики Казахстан Н. А. Назарбаева.2011
- Благодарность акима СКО С. С. Билялова.
- Диплом V Гражданского Форума за лучшую спортивную организацию области РОО «Всеказахстанская организация кёкушинкай карате СКОФ».
- За особый вклад в реализацию молодёжной политики внесен в Золотую книгу молодёжи Северо-Казахстанской области.
- Благодарность акима города Н. К. Ашимбетова за лучшую молодёжную организацию города МОО «Молодёжный маслихат СКО».
- Благодарность президента РК 2015
- Юбилейная Медаль 20 лет маслихата РК
- Благодарность президента РК 2019
- Благодарственное письмо Ассамблеи народа Казахстана
- Благодарность Акима СКО 2020
- Юбилейная медаль 25 лет Ассамблеи народа Казахстана
- Благодарственное  письмо Председателя Партии «Нур Отан» первого президента РК 2020
- Медаль Халық алғысы 2020
- Медаль "Белсенді қызметі үшін Партии Amanat 2022
- Благодарственное Президента Республики Казахстан К.К. Токаева 2022